# Дубовязовка
Дубовя́зовка (укр. Дубов'язівка, [d̪ubɔˈʋjɐzʲiu̯kɑ], произношениео файле) — посёлок, Дубовязовский поселковый совет, Конотопский район, Сумская область, Украина.
Является административным центром Дубовязовского поселкового совета, в который, кроме того, входят сёла Гамалиевка, Кохановка, Полтавка, Семяновка, посёлки Белозерка и Тополиное.

## Географическое положение
Посёлок городского типа Дубовязовка находится на берегу реки Липка, левого притока реки Езуч.
На реке большие запруды.
К посёлку примыкают сёла Семяновка и Гамалиевка.

## Название
- В некоторых документах село называют Дубовьязовка. В «Песне о луганском слесаре» упоминается как Дубовязка.

## История
Селение было основано в середине XIX века, впервые упомянуто в письменных источниках в 1859 году. Являлось селом Конотопского уезда Черниговской губернии Российской империи.
С 22 января 1935 года до 7 июня 1957 года являлось центром Дубовязовского района.
С 15 октября 1932 года вошла в новообразованную Черниговскую область в составе Украинской Советской Социалистической Республики.
10 января 1939 года Указом Президиума Верховного совета СССР Дубовязовский район был из состава Черниговской области передан в новообразованную Сумскую область.
В сентябре 1936 года здесь был открыт кинотеатр.
В ходе Великой Отечественной войны с 11 сентября 1941 до 7 сентября 1943 года село было оккупировано немецкими войсками.
В 1951 году здесь действовали сахарный завод, спиртовой завод, средняя школа, Дом культуры, библиотека и радиоузел.
В 1956 село получило статус посёлок городского типа.
В 1972 году здесь действовали сахарный комбинат, спиртовой комбинат и хлебный завод.
В 1980 году здесь действовали сахарный комбинат, спиртовой комбинат, хлебный комбинат, комбикормовый завод, средняя школа, больница, поликлиника, санаторий, Дом культуры и библиотека.
В январе 1989 года численность населения составляла 3 736 человек.
В 1993 году в здании обувного магазина была открыта Свято-Троицкая церковь.
В июле 1995 года Кабинет министров Украины утвердил решение о приватизации находившихся здесь птицеводческого совхоза, свеклосовхоза и сахарного завода.
В июле 2005 года Дубовязовский сахарный комбинат стал банкротом и в дальнейшем прекратил своё существование.
На 1 января 2013 года численность населения составляла 2622 человека.

## Современное состояние
В посёлке действуют спиртзавод, хлебозавод, сельхозпредприятие ООО «Сектор – Кон», специализированная школа І—III ст., медицинская амбулатория, фельдшерско-акушерский пункт, Дом культуры, библиотека, почтовое отделение и несколько частных магазинов.

## Транспорт
Находится в 7 км от ж.-д. станции Дубовязовка (на линии Бахмач — Ворожба).
Через посёлок проходит автомобильная дорога Т-2504.

## Известные жители и уроженцы
- Наталья Григорьевна Кандыба (1914 — 1983) — украинская советская актриса, мастер дубляжа и декламации.
- Рень, Виктор Алексеевич (род. 1951) — инструктор-испытатель авиационно-космической техники, парашютист-испытатель, заместитель начальника 3-го управления Центра подготовки космонавтов имени Ю. А. Гагарина, полковник, Герой Российской Федерации (2005).
- Луста, Пётр Васильевич — Герой Советского Союза.
- Костин, Евгений Александрович (род. 1950) — доктор филологических наук, профессор, многолетний заведующий кафедрой русской филологии Вильнюсского университета, автор книг и многочисленных статей по эстетике и философии русской культуры и литературы, кавалер ордена Дружбы РФ (2003).